# Vergiftung
Als Vergiftung (von „Gift“) oder Intoxikation werden bei Lebewesen jene Schäden bezeichnet, die durch Aufnahme einer jeweiligen Mindestmenge von verschiedensten Substanzen (u. a. Toxine, aber auch Medikamente oder psychotrope Substanzen wie Ethanol und Nicotin sowie sogenannte Gefahrstoffe) verursacht werden.
Das Krankheitsbild wird Toxikose (altgriechisch τοξίκωση toxíkosi, deutsch ‚Vergiftung‘) genannt. Eine Vergiftung, die durch eine einzige, spezifische Substanz verursacht wird, bezeichnet man als Mono-Intoxikation, Vergiftungen durch mehrere verschiedene gleichzeitig wirksame Substanzen als Poly- oder Mischintoxikationen.

## Diagnose
Die Möglichkeit einer Vergiftung sollte in Betracht gezogen werden bei
- unerwarteten Todesfällen bei jungen, bis dahin gesunden Menschen
- bei plötzlichen Erkrankungen von Kindern ohne bekannte Vorerkrankungen
- bei gleichzeitiger Erkrankung mehrerer Personen oder Lebewesen
- bei Rauschgiftabhängigen
- bei Medikamentengaben
- bei Personen mit erleichtertem Zugang zu Giften

Der Giftnachweis erfolgt meist durch Laboruntersuchungen.

### Vergiftungsursachen
Vergiftungsursachen sind stark von Altersgruppe und Vergiftungsorten abhängig. Die häufigsten Vergiftungsfälle geschehen z. B. bei Kindern im Alter von 1 bis 4 Jahren durch Arzneimittel, chemische Produkte und Pflanzen und bei Säuglingen häufiger als bei über 70 Jahre alten Menschen.
Meist sind sie auf unsachgemäße Aufbewahrung zurückzuführen (z. B. in Getränkeflaschen), welche zu Verwechslungen führte. Weitere häufige Vergiftungsursachen sind Kosmetika, Pestizide, Pilze und Nahrungs- und Genussmittel. Die meisten Vergiftungen finden im Haushalt statt, gefolgt von Arbeitsplatz, Kindergärten und Krankenhäusern.
Die Vergiftungsursachen sind anhand der Symptome möglichst frühzeitig aufzudecken und durch die entsprechende Therapie zu behandeln.

### Chronische Vergiftung
Von einer chronischen Vergiftung spricht man bei langdauernder Einwirkung (Exposition) eines Giftes. Dies ist ein wichtiges Problem der Arbeitsmedizin. Auch eine langfristige Einnahme von Medikamenten kann zu chronischen Vergiftungserscheinungen führen. Berühmte Beispiele sind die Bleikinder und die Gressenicher Krankheit, aber auch der Alkoholismus bzw. das Rauchen.

### Rechtsmedizinische Gesichtspunkte
Eine wichtige rechtsmedizinische Aufgabe in Vergiftungsfällen ist die Beweissicherung und Dokumentation. Es sollten Giftproben, Urin-, Blut- oder Gewebeproben sichergestellt werden.
Bei manchen Vergiftungen erlauben bereits äußerliche Zeichen eine Diagnose des Toxins. Beispielsweise werden handelsübliche Präparate des Pflanzenschutzmittels E 605 intensiv hellblau gefärbt. Damit sind manchmal Vergiftungen an der blauen Farbe am Mund des Patienten zu erkennen.

## Maßnahmen und Erkennen einer Vergiftung

### Maßnahmen bei akuten Vergiftungen
Akute Vergiftungen müssen schleunigst ärztlich behandelt werden. Allgemeine Maßnahmen (Elementarhilfe) oder Ziele, die in der Regel bei akuten Vergiftungen unternommen werden bzw. erreicht werden sollen, sind:
1. Entfernung des Giftes aus dem Körper (Entgiftung). Maßnahmen, die auf eine primäre Giftelimination abzielen, sind Gabe von Adsorbens wie Aktivkohle, forcierter Durchfall durch Natriumsulfat und Magenspülung. Das Hervorrufen von Erbrechen durch Ipecacuanha-Sirup ist nicht unproblematisch, da durch möglicherweise abgeschwächte oder erloschene Schutzreflexe Aspirationsgefahr besteht. Bei lokal schädigenden Noxen wie z. B. Säuren kann die Speiseröhre durch die erneute Passage zusätzlich geschädigt werden. Typisches Beispiel: Vergiftung eines Kleinkindes durch Geschirrspülmittel. Eine Maßnahme der sekundären Giftelimination ist die forcierte Diurese durch erhöhte Flüssigkeitszufuhr, beispielsweise durch Ringerlösung oder durch ein Schleifendiuretikum wie Furosemid.
2. Inaktivierung/Entgiftung des Giftes, beispielsweise Komplexierung von Schwermetallen mit Chelatbildnern,
3. Einsatz eines Gegenmittels: die Gabe eines Antidots gegen die Giftwirkung ist nur nach einer strengen Indikationsstellung für die jeweilige Maßnahme möglich. Vor allem müssen Art und Menge des Giftes bekannt sein. Es spielt aber auch der zeitliche Verlauf der Vergiftung und der klinische Zustand des Patienten eine Rolle. Manche Antidote haben ihrerseits schwerwiegende Nebenwirkungen.
4. Blutwäsche durch Dialyse (Hämoperfusion).

### Erkennen einer Vergiftung
Das Merkwortes SEPSIS kann helfen die Symptome einer Vergiftung zu erkennen:
- Schüttelfrost, Fieber oder starke Muskelschmerzen
- Extremes, nie gekanntes Krankheitsgefühl
- Periphere Minderungsdurchblutung, verfärbte Haut
- Schläfrigkeit, Verwirrtheit
- Ich habe mich gefühlt, als würde ich sterben
- Schnelle, Schwere Atmung, Luftnot

### Giftinformation
Solche Informationen geben Vergiftungsberatungsstellen (beispielsweise in Deutschland, Schweiz, Österreich). Sie geben schnelle Hilfe in Vergiftungsverdachtsfällen für die Bevölkerung und für medizinisches Fachpersonal. Für den Normalverbraucher die Giftnotrufzentralen für Fragen zu inländischen Fällen und das Tropeninstitut bei Fernreisen.

## Wirkungsweise einer Vergiftung
Gifte wirken auf verschiedenste Weise auf den Organismus ein. Gifte können zersetzend auf Organe wirken, lähmen das Nervensystem und/oder Bewusstsein. Daneben kann die Zellatmung gänzlich blockiert oder gestört werden, was wiederum Organstörungen oder Zerstörungen hervorrufen kann. Alle diese Faktoren können allein oder zusammen als Vergiftungserscheinung auftreten und die unterschiedlichsten, aber meist unscheinbaren Symptome hervorrufen. All dies kann eine rasche Entdeckung und Behandlung einer Vergiftung erschweren.

## Epidemiologie
1995 wurden (in Deutschland) 2.944 Todesfälle durch akute Intoxikationen gezählt.
Häufigster Stoff bei diesen Intoxikationen sind das Kohlenstoffmonoxid (CO, siehe Kohlenstoffmonoxidvergiftung), die Opioide (Heroin, Morphin usw.) gefolgt von den Schlafmitteln (Barbiturate und andere) und Beruhigungsmitteln (Hypnotika). Danach folgen die Alkoholvergiftungen (Ethanol, Methanol und Ethylenglycol).
Laut der Kriminalstatistik 2004 des Bundeskriminalamts (BKA) steht an erster Stelle Ethanol.
Auch 1995 betrug laut BKA der Anteil der nicht verkehrsfähigen Medikamente und Gifte bei tödlichen Vergiftungen etwa ein Drittel. Alkohol und legale Genussmittel hätten laut dem Bundeskriminalamt dagegen eine 2⁄3-Valenz an Intoxikationen.

## Rechtslage in Deutschland
Rechtliche Grundlagen im Bereich der Toxikologie sind folgende Gesetze:
- Gesetz über den Verkehr mit Arzneimitteln (Arzneimittelgesetz – AMG)
- Gesetz über den Verkehr mit Betäubungsmitteln (Betäubungsmittelgesetz – BtMG)
- Verordnung zum Schutz vor Gefahrstoffen (Gefahrstoffverordnung – GefStoffV)
- Verordnung über die Nachweisführung bei der Entsorgung von Abfällen (Nachweisverordnung – NachwV)

Im Strafgesetzbuch war die Vergiftung bis 1998 als eigenständiger Tatbestand eines Verbrechens in § 229 StGB aF geregelt. Durch das 6. Strafrechtsreformgesetz wurde er in den § 224 (gefährliche Körperverletzung) überführt. Dadurch wurde der Tatbestand zu einem Vergehen herabgestuft, dessen Qualifikationen sich nunmehr nach den Regeln der Körperverletzung richten. Eine Verurteilung wegen des Verbrechens der schweren Körperverletzung, des Totschlags oder Mordes durch Einsatz von Gift ist jedoch weiterhin möglich. Dabei umfasst die rechtliche Regelung auch das äußerliche Vergiften durch Kontaktgifte.
Ein besonderer Tatbestand ist die Gemeingefährliche Vergiftung (§ 314 StGB).

## Auswahl historischer Vergiftungsfälle
- Sokrates starb nach einer Verurteilung zum Tode durch einen Trank aus dem Schierlingsbecher.
- Beschrieben, nicht immer beweisbar, sind mehrere Vergiftungsfälle (durch das „Gift der Borgia“) im Zusammenhang mit dem Pontifikat und Tod des von 1492 bis 1503 amtierenden Papstes Alexander VI. aus der Familie der Borgia und der Kardinäle Orsini, Ferrari und Michiel sowie des Giovanni Borgia.
- Paracelsus setzte Quecksilber an anderen und sich selbst zu therapeutischen Zwecken ein und starb möglicherweise an einer Quecksilbervergiftung.
- Ähnliche Berühmtheit wie das „Borgia-Gift“ erlangte ab dem Ende des 17. Jahrhunderts das Gift „Aqua Tofana“. Angeblich soll 1774 der Papst Clemens XIV. damit vergiftet worden sein.[4]
- Dem Kinderpuder-Skandal in Frankreich 1952 fielen 103 Kinder zum Opfer.
- Der bulgarische Journalist und Dissident Georgi Markow fiel 1978 dem Regenschirmattentat mit einer mit 40 µg Rizin präparierten sehr kleinen Kugel zum Opfer.[5]
- Der ehemalige ukrainische Präsident Wiktor Juschtschenko wurde 2004 mit Dioxin vergiftet.[6]
- Der britische Ex-KGB-Agent Alexander Litwinenko wurde im November 2006 mit Polonium-210 vergiftet.[7]